# Josef Erber (SS-Mitglied)
Josef Erber, bis 1944 Josef Houstek (*  16. Oktober 1897 in Ottendorf, Sudetenschlesien; † 31. Oktober 1987 in Hof) war ein böhmisch-deutscher SS-Oberscharführer und Mitglied der Lager-Gestapo im Konzentrationslager Auschwitz.

## Leben

### Bis 1945
Erber arbeitete nach dem Besuch der Volksschule in einer Spinnerei. Nach Ausbruch des Ersten Weltkrieges wurde er 1915 zum k.u.k. Infanterieregiment Nr. 18 eingezogen und war als Soldat in Russland und Italien eingesetzt. Nach Kriegsende arbeitete er wieder als Spinnereiarbeiter. Auch in der tschechischen Armee leistete er Wehrdienst und arbeitete anschließend bis 1940 in der Spinnerei. 1936 trat Erber in die Sudetendeutsche Partei ein, am 21. Dezember 1938 beantragte er die Aufnahme in die NSDAP und wurde rückwirkend zum 1. November desselben Jahres aufgenommen (Mitgliedsnummer 6.601.524). 1939 wurde er Mitglied der SS. Im Oktober 1940 erhielt er seine Einberufung zu einer SS-Totenkopfeinheit. Anfang November 1940 kam Erber nach Auschwitz und blieb dort bis zur Räumung des Lagers im Januar 1945.
Erber gehörte zunächst zur Wachmannschaft des Lagers und kam dann zur Waffenmeisterei. Mitte 1942 wurde Erber zur Politischen Abteilung (Lager-Gestapo) in das Stammlager Auschwitz versetzt. Neben verschiedenen Aufgaben im Lager war er ab September 1942 zudem Leiter der Aufnahme im Frauenlager des KZ Auschwitz-Birkenau. Von Oktober 1943 bis April 1944 leitete er die Aufnahme der Politischen Abteilung für das gesamte Lager Auschwitz-Birkenau. Erber war dabei häufig zum Rampendienst eingeteilt. Er nahm auch an der Aussonderung der nichtarbeitsfähigen Häftlinge teil. Nach Feststellungen des Frankfurter Schwurgerichts war Erber an Erschießungen und insgesamt fünfzig Selektionen beteiligt. Dabei mussten im September 1942 weibliche Häftlinge über einen Graben springen. Wer das wegen Entkräftung nicht schaffte, wurde vergast.
Der ehemalige Angehörige des Sonderkommandos im KZ Auschwitz-Birkenau Filip Müller äußerte sich folgendermaßen über Erber: „Wenn er im Krematorium auftauchte, stand immer eine größere Mordaktion bevor, deshalb wurde er im Sonderkommando Malchemowes, das heißt Todesengel, genannt“.
Im Februar 1944 wurde Erber zum SS-Oberscharführer befördert und mit dem Kriegsverdienstkreuz Zweiter Klasse ausgezeichnet. Nach der „Evakuierung“ des KZ Auschwitz im Januar 1945 war er noch im KZ Groß-Rosen und im KZ Mauthausen eingesetzt.

### Nach 1945
Im Mai 1945 kam Erber zunächst in amerikanische Kriegsgefangenschaft. Weihnachten 1947 wurde er entlassen. Er arbeitete 15 Jahre lang in einer Spinnerei in Hof.
Am 1. Oktober 1962 wurde er verhaftet. Erber war Angeklagter im zweiten Auschwitzprozess, der vom 14. Dezember 1965 bis zum 16. September 1966 vor dem Landgericht Frankfurt stattfand. Er wurde des gemeinschaftlichen Mordes in siebzig Fällen für schuldig befunden und zu lebenslangem Zuchthaus verurteilt. Am 9. August 1986 wurde er aus der JVA Schwalmstadt vorzeitig entlassen. 
In der filmischen Reportage  Drei deutsche Mörder. Aufzeichnungen über die Banalität des Bösen (1978/99) von Ebbo Demant wurden vierzehn Jahre nach dem Auschwitzprozess Erber, Oswald Kaduk und Josef Klehr während ihrer Haftzeit zu Auschwitz und ihrem Selbstverständnis als ehemalige Angehörige des SS-Lagerpersonals interviewt.

## Zitate
„Direkt von der Rampe weg [in die Gaskammern]. Da wurden sie aber vorher noch einmal gezählt, denn Berlin verlangte von uns, daß haargenau gezählt wird, und auch die Details, also extra gehalten ob Männer oder Frauen.“ (In: Demant)
Zu den Krematorien in Auschwitz:
„Es waren vier Krematorien. Also in Birkenau, von Birkenau spreche ich. [...] I und II [...] lagen in der Verlängerung der Rampe. [...] Das waren die großen. Die hatten ein Fassungsvermögen von dreitausend Leuten.“ (In: Demant)